# Губний жолобок

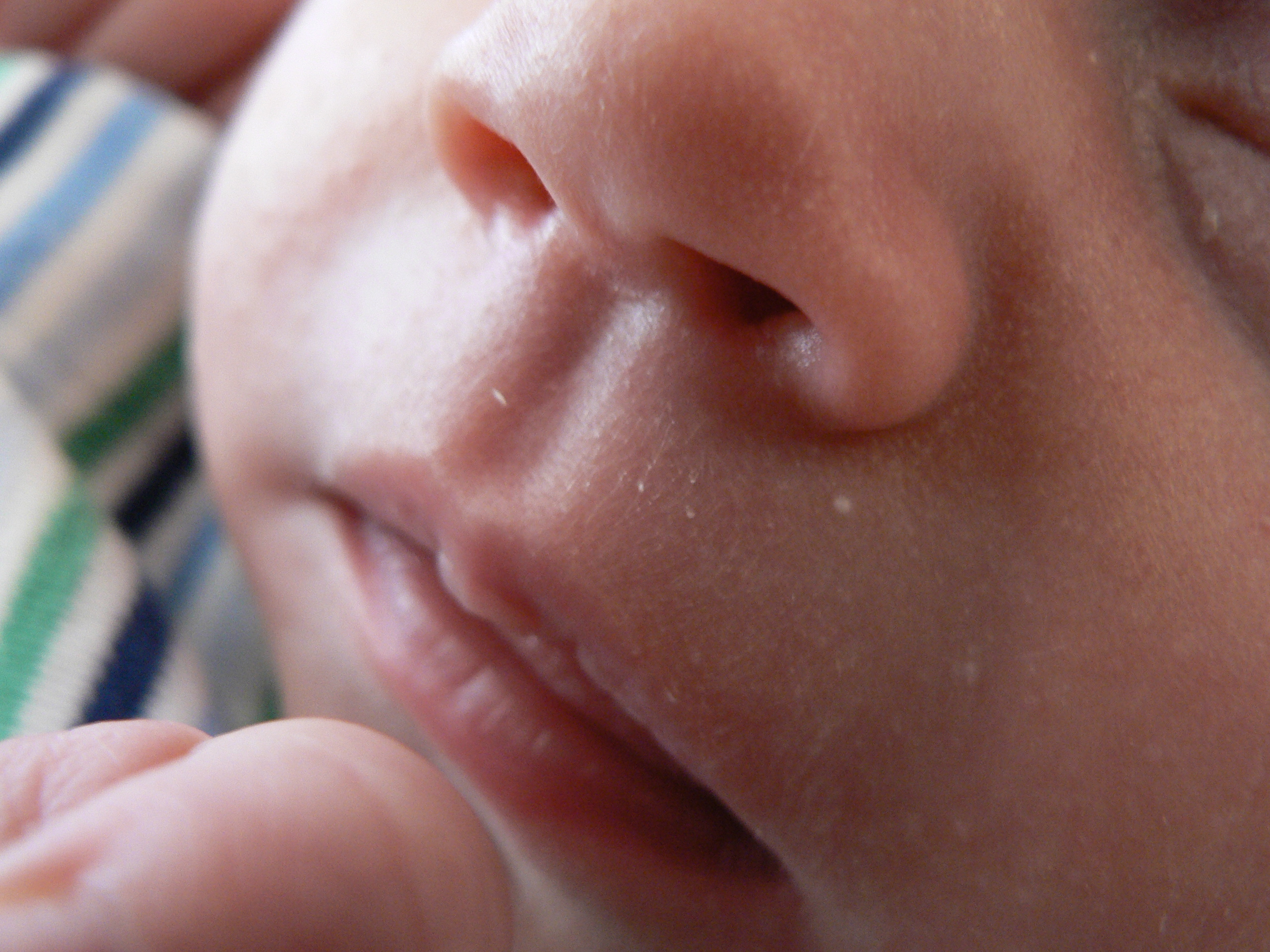
Носогубний фільтр здорового немовляти

Губний жолобок, підносовий жолобок, медіальна щілина, фільтрум (philtrum, PNA) або носогубний фільтр — вертикальне заглиблення між носом і верхньою губою у ссавців. У людей він простягається від носової перегородки до горбка верхньої губи.

## Призначення

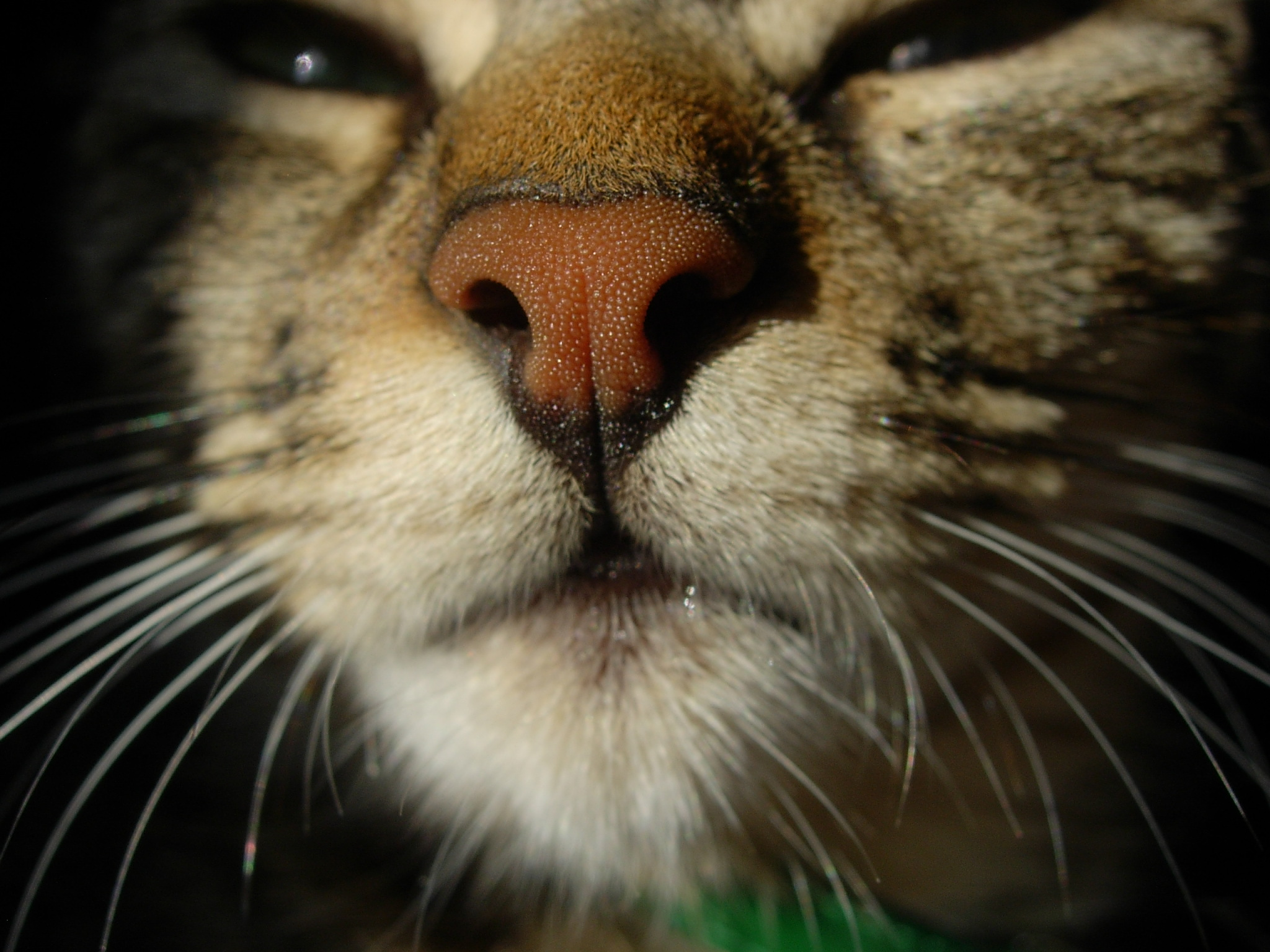
Медіальна щілина у кішки

У ссавців жолобок призначений, щоб переносити розчинені запахи з ринарію або носової подушечки до вомероназального органу через протоки всередині рота.
У людей і більшості приматів фільтрум зберігся лише як рудиментарна медіальна западина між носом і верхньою губою.

## Патології

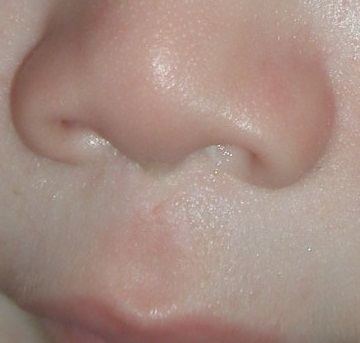
Фільтрум 6-місячної дитини з фетальним алкогольним синдромом

У людини фільтрум утворюється там, де стикаються назомедіальний і верхньощелепний відростки під час ембріонального розвитку. Коли ці відростки не зливаються повністю, може виникнути так звана заяча губа.
Сплощений або гладкий фільтрум може бути симптомом фетального алкогольного синдрому або синдрому Прадера — Віллі.
Дослідження хлопчиків із діагностованими розладами спектру аутизму показало, що фільтрум, ширший за середній, є однією із фізичних ознак аутизму.

## Примітки

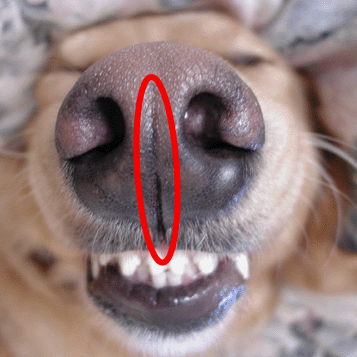
Жолобок у собаки